# فلاح حسن النقيب
فلاح حسن النقيب (1956-)، سياسي عراقي كان محافظا لمحافظة صلاح الدين عام 2004. ووزير الداخلية في حكومة العراق المؤقتة برئاسة إياد علاوي. وعضواً في مجلس النواب العراقي عن القائمة العراقية لدورتين متتاليتين.

## الولادة والنشأة
فلح من مواليد مدينة بعقوبة، ديالى عام 1956م. خريج هندسة مدنية من إحدى جامعات استوكهولم للتكنولوجيا وحاصل على شهادة الماجستير في الهندسة من جامعة برمنغهام. يتكلم أربع لغات الإنكليزية والفرنسية والسويدية والأسبانية.
ينتمى النقيب إلى عائلة خدم ابناؤها في الجيش العراقى السابق فوالده اللواء الركن حسن النقيب الذي شغل منصب نائب رئيس أركان الجيش العراقي في عهد الرئيس الاسبق أحمد حسن البكر،  وعمل سفيرًا لمدة ثماني سنوات في أوروبا وأصبح المعارض العراقي في المهجر منذ أواخر السبعينيات، وأحد القادة العسكريين العراقيين الذين قادوا الجيش العراقي في حربه مع اليهود.

## الوظائف الحكومية
شغل منذ عام 2003 الوظائف الحكومية التالية في العراق:
1. عضو مجلس محلي لمدينة سامراء عام 2003.
2. نائب محافظ صلاح الدين.
3. محافظ صلاح الدين عام 2004. [4]
4. وزير الداخلية في حكومة العراق المؤقتة برئاسة إياد علاوي.
5. عضو في مجلس النواب العراقي عن القائمة العراقية لدورتين متتاليتين.
6. رشحته القائمة العراقية لوزراة الدفاع عام 2011 ولم توافق حكومة المالكي على هذا الترشيح.

## في المعارضة
كان قد غادر العراق عام 1976 مع والده المعارض لأسباب سياسية وعاد اليه بعد سقوط نظام الرئيس العراقى صدام حسين.
عمل مع والده في صفوف المعارضة العراقية خارج العراق ضد صدام حسين في الحركة الوطنية العراقية وقضى عدة سنوات في أوروبا قبل أن يستقر أخيرا في سوريا، من مواقفه خلال فترة عمله في المعارضة رفضه لحل الجيش العراقي والأجهزة الأمنية، ورفضه الغزو العراقي للكويت.

## اتهامات
هنا اتهامات تسند إلى الوزير السابق ويتم تداولها بدون ادلة أو قضايا مرفوعة امام القضاء العراقي وايراده لا يعني اثباتها:
يتهم الوزير السابق فلح حسن النقيب مخالفا بما اعتمده السياسيين في العراق باللاطائفية واللا عنصرية التي هي مفتاح كافة السياسيين في دخولهم السياسة المقيتة في العراق
استلم السيد فلح النقيب وزارة الداخلية في شهر حزيران عام 2004 من الصفر وقام ببنائها وتأسيسها من جديد خلال تسعة أشهر فقط فقد أنشئ فوج الطوارئ وفوج المغاوير وفوج التدخل السريع وسبعة أفواج أخرى وأسس غرفة قيادة العمليات وطيران الشرطة الذي لغاه الأمريكان بعده وطور خلال فترته القصيرة منظومة الحاسبة الالكترونية وإدخال تقنية المعلومات وحاول تطوير عمل أفراد وضباط الشرطة العراقية من خلال إرسالهم للتدريب خارج العراق.
دخل في صراع مع عبد العزيز الحكيم بسبب تصرفاته واستهتار حمايته، الحكيم كان يسكن في بغداد في منطقة الكرادة ولدى خروجه من البيت يقوم أفراد حمايته بقطع الطريق ما بين خمس دقائق إلى ربع ساعة وهذا الطريق يسلكه طلاب جامعة بغداد وإلى جسر ذو الطابقين. بعد علم السيد الوزير بذلك امر بفتح الطريق وأبعاد استهتار حماية الحكيم ومما أدى إلى اصطدام بين أفراد الحماية ورجال الشرطة وإبلاغ الحكيم بانه امر من السيد فلح النقيب !! ثم ظهر الحكيم بالتلفاز يسب ويلعن النقيب بعبارات كلا كلا النقيب !!
تمرد بعد ذلك مقتدى الصدر ضد الدولة وتمرد أهالي الأنبار بسبب تصرفات الأمريكان وقاموا بإحراق مراكز الشرطة وعجلاتهم مما دفع بالنقيب إلى فرض السيطرة على كافة مناطق العراق في الوسط والجنوب وبسبب ذلك اختلق مؤيدين الحكيم ومقتدى الصدر ومن أهالي الأنبار بعض التهم الكيديه مثل عقود الدروع الواقية للشرطة والتي ليس هي من اختصاصه وتهم إرسال ضباط وأفراد لخارج العراق !! خلال فترة استلامه وزارة الداخلية لم يكن طائفيا وكافة أفراد مكتبة وحمايته من السنة والشيعة والأكراد والمسيحيين ولم يغفى أو أهمل عمله وكان حريصا وموفقا جداً في عملة

## دفاع عن الاتهامات
هناك من يعد الاتهامات المذكورة مغالطات بسبب احقاد وسياسة ابعاد منها:
ان والده اللواء الركن حسن النقيب معروف من قبل الضباط اعراقيين بانه من الضباط اللامعين والمعروفين بالوطنية والنزاهة والمهنية العسكرية ويستخيل ان يبيع ذمته وضميره مقابل اموال تافهة.
كونه من عائلة غنية في سامراء تملك اضعاف هذه الاموال وانه رفض عرض صدام لحسن النقيب أي منصب يختاره مقابل الكف عن معارضته والاستسلام لكنه رفض رفضا قاطعا.
يشهدله كل من زاره أثناء توليه منصب محافظ صلاح الدين أيام أو يوم كان وزيرا للداخليه بعدم تفريقه في معاملة المواطنين كردي وعربي سني أو شيعي وللعلم ان معظم افراد حمايته من الاخوه الشيعة والاكراد.
تسلم وزارة الداخلية خالية وقد اعاد بنائها في مدة قصيره جدا لم تتجاوز بضعة أشهر.
لم تكن الطائفية أيام وزارته ولكنها نشبت بعد تسلم من بعده الوزارة.
فراس النقيب من أولاد عمومته ولم تكن له أي صلاحيات سوى مايتعلق بإدارة مكتبه فقط.